# مورلیگانج
مورلیگانج (به انگلیسی: Murliganj) یک منطقهٔ مسکونی در هند است که در بخش مادپورا واقع شده‌است. مورلیگانج ۲۸٬۶۹۱ نفر جمعیت دارد و ۵۲ متر بالاتر از سطح دریا واقع شده‌است.